# Tipula haplostyla
Tipula haplostyla är en tvåvingeart som beskrevs av Oosterbroek och Theowald 1992. Tipula haplostyla ingår i släktet Tipula och familjen storharkrankar. Inga underarter finns listade i Catalogue of Life.